# Piet Van Brabant
Piet Van Brabant (Schaarbeek, 11 maart 1932 – Jette, 6 juli 2006) was doctor in de rechten, een Vlaams politiek redacteur en nadien hoofdcommentator bij Het Laatste Nieuws. Hij trad er in 1958 in dienst en bleef er 33 jaar. Daarna bleef hij publiceren in Het Volksbelang. Al die tijd was hij een pleitbezorger voor verdraagzaamheid.

## Levensloop
Zijn vader was de dichter Luc Van Brabant, die veeleer tot de socialistische strekking behoorde. Zoon Piet werd een liberaal tijdens zijn Gentse studententijd.
Van Brabant was een voorvechter van de Vlaamse zaak en een van de drijvende krachten achter het Liberaal Vlaams Verbond, waarvan hij in 1960 secretaris-generaal werd. Van Brabant was ook lid van het 't Zal Wel Gaan.
Hij was daarnaast ook bekend als vrijmetselaar (Jan van Ruysbroeck, Brussel). In 1979 zette hij in tegenstelling tot zijn collega's Frank De Keyser (Erasmus, Brussel) en Frans Strieleman (Marnix van St.-Aldegonde, Antwerpen) de stap naar de reguliere vrijmetselarij: hij was een van de weinige, bekende leden van de Reguliere Grootloge van België, die hij in 1979 hielp oprichten. Bij de oprichting van de Reguliere Grootloge werd hij er de eerste adjunct-grootmeester van. Hij was tevens adjunct-grootprior van de Grootpriorij van België en groot-eerste-princeps van het Heilig Koninklijk Gewelf van België.
Na zijn brugpensioen bij het Laatste Nieuws, schreef hij een aantal werken over de vrijmetselarij.
De auteur was een vaak gehoord spreker over het vrijmetselaarsideaal.
Hij overleed op 74-jarige leeftijd te Brussel.

## Werken
- De Vrijmetselaars: reguliere loges in België (1990), Uitgeverij Hadewijch, ISBN 90-5240-058-X
- Lexicon van de Loge, handboek voor vrijmetselaars (1993), Uitgeverij Hadewijch, ISBN 90-5240-191-8
- In het hart van de Loge: Riten, symbolen en inwijdingen (1995), Uitgeverij Hadewijch, ISBN 90-5240-323-6
- (met Wouter Blomme): Als een vuurtoren. 85 jaar Liberaal Vlaams Verbond (1913-1998) (1998)
- De Christelijke wortels van de Vrijmetselarij (2001), Uitgeverij Houtekiet, ISBN 90-5240-626-X
- De Vrijmetselarij in Nederland en Vlaanderen (2003), Uitgeverij Houtekiet, ISBN 90-5240-714-2
- De spiritualiteit van de Vrijmetselaar (2006), Uitgeverij Houtekiet, ISBN 90-5240-889-0
- Het voordeel van de twijfel (2014), Borgerhoff & Lamberigts; herdruk 2018

## Coauteur
- Garden, Erwin C.D.: Vrijmetselarij in Woord en Beeld (1994), Uitgeverij Parsifal, ISBN 90-6458-116-9